# Tonfania
Tonfania is een geslacht van kevers uit de familie bladkevers (Chrysomelidae).
De wetenschappelijke naam van het geslacht werd in 1936 gepubliceerd door Chen.

## Soorten
- Tonfania robusta Medvedev, 1993